# Tucupita
Tucupita je administrativni centar venezuelanske savezne države Delta Amacuro od 84 900 stanovnika.

## Zemljopisne karakteristike
Tucupita leži na rukavcu Orinoca - Caño Manamo u Delti Orinoca na sjeveroistoku Venezuele. Delta u okolici grada je rijetko naseljen močvarni kraj, mozaik bara, kanala (cañosa) i otoka pokrivenih gustom prašumom među njima.

## Povijest
Tucupita je izgrađena negdje oko 1885. kao centar za otkup poljoprivrednih proizvoda iz rijetko naseljene okolice, a to se svodilo na kukuruz, banane, kakao, šećernu trsku i duhan.
Pravi preokret za taj mali gradić bile su 1960-ih kad su u okolici pronađene velike količine nafte.Tad se Tucupita počela značajno graditi, naročito nakon izgradnje brane na Caño Manamu- 1967., koja je grad odterila dotad redovnih poplava.Preko te brane izgrađena je i cesta prema Maturínu administrativnom centru države Monagastako da je otad Tucupita dostupna i za automobile.

## Privreda i transport
Osim tradicionalnih poslova u Tucupiti se u najnovije vrijeme razvio eko turizam, vezan uz obilaženje delte i njegovih autohtnonih stanovnika indijanaca Warao.

## Vanjske poveznice
- Tucupita na portalu Encyclopædia Britannica (engl.)